# Adriano Pedrosa
Adriano Pedrosa, né en 1965 à Rio de Janeiro, est un commissaire d'exposition brésilien, conservateur de musée, écrivain et critique d'art.

## Biographie
Adriano Pedrosa poursuit ses études à l'Université d'Etat de Rio de Janeiro puis au California Institut of the Arts. Il est titulaire d'un doctorat et d'un master's degree in art.
Adriano Pedrosa est directeur artistique du Musée d'Art de Sao Paulo Assis Chateaubriand (MASP) depuis 2014.

À partir d'une importante réinstallation et relecture de la collection permanente du musée, il conçoit; avec Lilia Schwarcz, historienne et anthropologue Brésilienne en tant que commissaire invitée; une série d'expositions thématiques intitulées Histórias, chacune examinant en profondeur un thème différent, souvent une communauté ou une identité :  Histórias da infância [Childhood Histories] (2016), Histórias da sexualidade [Histories of Sexuality] (2017), Histórias afro-atlânticas [Afro-Atlantic Histories] (2018), Histórias das mulheres, Histórias feministas [Women’s Histories, Feminist Histories] (2019), Histórias da dança [Histories of Dance] (2020), Brazilian Histories (2022).
Adriano Pedrosa est le curateur de nombreuses expositions solo dont : Tarsila do Amaral, Beatriz Milhazes, Wanda Pimentel, Ione Saldanha. 
Il participe également à de nombreuses manifestations et évènements internationaux d'art dont la Biennale d'Istanbul, la Biennale de Shangaï. 
En 2024, il est nommé commissaire général de la Biennale de Venise, Festival International d'Art Contemporain, une nomination que le Président de la Biennale, Roberto Cicutto, place dans la lignée de sa prédécesseure Cecilia Alemani . 
La Biennale de Venise 2024 organisée par Adriano Pedrosa s'intitule Stranieri Ovunque (Foreigners Everywhere, Etrangers partout) et tire son nom d'une série d'œuvres réalisées par le collectif Claire Fontaine, né à Paris et basé à Palerme. 

## Distinctions
En 2023, Adriano Pedrosa a reçu le prix Audrey Irmas Award For Curatorial Excellence pour sa série d'exposition Historias, mettant en lumière des parties méconnues de l'histoire de l'art. 
La même année, il figure au 15e rang de la liste Power 100 de l'Art Review.  

## Publications (extraits)
- En tant que préfacier, éditeur scientifique, co éditeur, contributeur :
- F[r]icciones Versiones del Sur [exposición] (sur l'art latinoaméricain), Edition Museo Nacional Centro de Arte Reina Sofía , Madrid, 2000[9].
- Historias Afro-atlanticas (antologie en deux volumes), Edition Instituto Tomie Ohtake : MASP , São Paulo, Brasil, 2018  (ISBN 978-1-63681-002-7)
- Adriano Pedrosa publie régulièrement ses articles critiques dans de nombreuses revues telles que Artforum (New York),The Exhibionist (Berlin), Mousse (Milan), Frieze (Londres), Manifesta Journal (Amsterdam)[10].